# Сяноцька гімназія
Чоловіча гімназія класичного типу ім. Королеви Софії в Сяніку, або Сяноцька гімназія (пол. Państwowe Gimnazjum Męskie im. Królowej Zofii) — один із найстаріших навчальних закладів теперішнього Підкарпатського воєводства. Заснована 1880 року. Навчались діти міщан, селян.

## Історія
Гімназія була заснована 27 липня 1880 року на підставі рескрипту L 112079, яким австрійська влада дозволила створити у Сяніку гімназію класичного типу та мала утримуватись на кошти міської казни. Документ був завірений підписом міністра освіти Австро-Угорщини Пауля Гауча фон Франкентурна. До створення гімназії доклали зусиль польський політичний діяч й правник Флоріян Земялковський і настоятель костелу Преображення Господнього в Сяніку Францішек Чашинський.
Гімназія постала як нім. Königin Sophia» Gymnasium und Lyzeum Staatlisches in Sanok (пол. Państwowe Gimnazjum Męskie im. Królowej Zofii) у Сянку в період керівництва містом бургомістра Кирила де Якса Ладижинського.
Спочатку гімназія діяла в будинку бургомістра на вул. Церковній (пол. ul. Cerkiewna), згодом у будинку пані Каханової на цій вулиці. 20 жовтня 1883 року вона переїхала у будинок на вул. Собєського (пол. ul. Sobieskiego, до цього часу називалась ul. Zielona), який використовує досі. Тендер на будівництво будівлі гімназії виграв сяноцький підприємець Ейзик Герціґ (пол. Eisig Herzig), який запропонував ціну у 45 368 золотих ринських.

### Довоєнний період
У перший навчальний рік 1880/1881 до першого класу записалося 63 учні, які закінчили навчання у 1888 році. У 1889 році гімназію вже відвідувало 335 учнів. Стрімкий розвиток закладу завдячує роботі двом першим директорам Мечиславу Ямруґєвічу (1880—1888) і Каролю Петеленцу (1889—1890), які були переведені відповідно до гімназії св. Анни у Кракові і в Стрию. Влада Сяніка утримувала заклад до 1904 року, після чого він перейшов на державне фінансування.
Подальший розвиток гімназії пов'язаний з діяльністю директора Володимира Банковського (1895—1913), коли кількість учнів у період 1899—1906 років сягнув рекордних 800 осіб, 90 % яких були приїжджими. Через недостачу місця було орендовано додаткові приміщення у будинках Владислава Бєксинського (ul. Jana III Sobieskiego, 8-10) і Карола Герардіса (ul. Kazimierza Wielkiego, 6). У 1895 році Леон Студзінський створив Товариство підтримки науки (пол. Towarzystwo Pomocy Naukowej), яке надавало підтримку бідним гімназистам. У 1898 році було збудовано Гімназійну Бурсу ім. цісаря Франца Йозефа (пол. Bursa Gimnazjalna im. ces. Franciszka Józefa), в той час як Народний Дім відкрив гуртожиток для українських учнів.
У 1908 році випускні іспити склала перша в історії гімназії учениця, після чого дівчата стали навчатися з хлопцями.

### Міжвоєнний період
У період Першої світової війни навчальний процес було зупинено, а приміщення гімназії використовувалося армією як шпиталь. У 1915 році навчання частково поновилося і проводилось в орендованих будинках Владислава Бєксинського і Карола Герардіса. У цей час гімназією керував Адам Питель (1913—1917).
Після ПСВ через знищену інфраструктуру, наукового потенціалу, нестачу фінансування гімназія переживала скрутні часи. У цей період директором був Станіслав Басінські (1917—1925). У міжвоєнний період гімназія змінила профіль від класичного до гуманітарного, змінивши назву 1922 року.
Наступним директором гімназії був Станіслав Боровічка (1925—1927), за час керівництва якого значно покращилось матеріальне становище закладу, було закуплено нове шкільне обладнання, навчальна література, а кількість учнів перевищувала 500 осіб, а у навчальному році 1926/1927 нараховувалось 150 гімназисток-заочниць.

«На цілу Лемківщину це була одинока гімназія, де вчили також і української мови» (М. Кудлик, однокласник Богдана-Ігоря Антонича)
У період 1919—1939 років свідоцтво зрілості отримало 1309 випускників. 12 червня 1938 року з нагоди 50-ліття перших випускних іспитів відбувся Перший з'їзд випускників гімназії. Головою організаційного комітету бул Францішек Слюшкєвіч, а серед організаторів були також бургомістр Сяніка Максимілян Слюшкєвіч, політичний діяч Едмунд Слюшкєвіч, суддя Ян Погорскі та ін.
У період Другої світової війни навчальний процес був знову призупинений, а приміщення гімназії знову зайняли німці, облаштувавши у ньому польовий шпиталь. Навчання відбувалося підпільно і за час окупації випускні іспити здало кілька десятків випускників.
Після звільнення Сяніка 9 серпня 1944 року будівлю зайняли радянські війська. Комітет відбудови гімназії (Ян Швєрцовіч, Софія Сколоздро, Ядвіга Залеська, Роман Шльончка) надіслали до Сталіна телеграму з проханням звільнити будівлю від солдатів Червоної Армії, після чого гімназія поновила навчальний процес. Восени 1944 року директором було обрано найстаршого працівника трудового колективу Яна Швєрцовіча, а заступником — Софію Сколоздро.

### Повоєнний період
Перші післявоєнні випускні іспити відбулися у 1945 році. До 31 січня 1946 року існував Загальноосвітня Гімназія та Ліцей ім. Королеви Софії (пол. Koedukacyjne Gimnazjum i Liceum im. Królowej Zofii), який виник в результаті об'єднання чоловічої гімназії на вул. Яна Собєського (спочатку пол. I Państwowa Szkoła Męska Stopnia Podstawowego i Licealnego, від 1953 пол. Szkoła Podstawowa i Liceum Ogólnokształcące Męskie) і жіночої гімназії на вул. Адама Міцькевича (тепер це пол. II Liceum Ogólnokształcące im. Marii Skłodowskiej-Curie w Sanoku). З 1946 року гімназисти проходили 11-класний навчальний курс.
21-22 червня 1958 року відбувся Другий з'їзд випускників гімназії з нагоди 70-ліття від часу перших випускних іспитів. Його ініціатором та організатором був випускник 1921 року педагог Юзеф Стаховіч (1900—1985).
У 1965 році у рамках освітньої реформи на базі гімназії було створено загальноосвітню школу № 4 та I чоловічий ліцей (сьогодні це школа № 5 та II чоловічий ліцей). У першій половині 1960-х років ліцей втратив статус «чоловічого» і став загальнодоступним також для дівчат. 3 червня 1973 року I чоловічий ліцей переїхав до новозбудованої будівлі на вул. Садиби (пол. ul. Zagrody) під новою назвою I загальноосвітній ліцей імені Державної освітньої комісії в Сяніку (пол. I Liceum Ogólnokształcące im. Komisji Edukacji Narodowej w Sanoku). У період 1944—1980 років ліцей закінчило 2 198 осіб.
30 травня — 1 червня 1980 році відбувся Третій з'їзд випускників з народи 100-ліття від започаткування гімназії, у якому взяло участь близько 2 тис. випускників.
28 березня 1983 року гімназії надало нового патрона генерала Кароля Свєрчевського, а 14 грудня 1990 року було повернено первинне ім'я Королеви Софії.
1-3 липня 2005 року відбувся Четвертий з'їзд випускників з нагоди 125-ліття від часу утворення гімназії. Головою організаційного комітету був Вальдемар Шиб'як, а в почесній раді були професор Збіґнєв Яра, Мар'ян Панковські, Здіслав Пешковські і Ян Скочинські.

## Основні дати
- 1880 — утворення Чоловічої гімназії класичного типу ім. Королеви Софії
- 1914—1915 — будівля гімназії використовувалась австрійцями як військовий шпиталь
- 1922 — заклад отримав назву Державна чоловіча гімназія ім. Королеви Софії в Сяноці (Państwowe Gimnazjum Męskie im. Królowej Zofii w Sanoku)
- 1938 — Перший з'їзд випускників гімназії з нагоди 50-ліття перших випускних іспитів
- 1939—1944 — будівля гімназії використовувалась німцями як військовий шпиталь
- 1953 — гімназія змінила назву на Загальноосвітню школу і Чоловічий Ліцей (Szkoła Podstawowa i Liceum Ogólnokształcące Męskie)
- 1958 — Другий з'їзд випускників гімназії з нагоди 70-ліття від часу перших випускних іспитів
- 1965 — відокремлення початкової школи та 11-літки, утворення школи № 4 та I Ліцею
- 1975 — поділ школи, відокремлення на базі гімназії ще однієї школи № 7
- 1980 — Третій з'їзд випускників з народи 100-ліття від започаткування гімназії
- 1990 — повернення гімназії ім'я першого патрона Королеви Софії
- 1999 — утворення Гімназії № 2
- 2005 — Четвертий з'їзд випускників з нагоди 125-ліття від часу утворення гімназії

## Директори
Керівники гімназії
- Мєчислав Ямруґєвіч (1880—1888)
- Кароль Петеленц (1889—1890)
- Томаш Токарскі (1990—1895)
- Антоні Квятковські (1895)
- Влодзімєж Банковські (1895—1913)
- Адам Питель (1913—1917)
- Станіслав Басінські (1917—1925)
- Станіслав Боровічка (1925—1927)
- Станіслав Цебула (1927—1930)
- Клеменс Коцовскі (1930—1931)
- Анджей Ґрасела (1931—1939)

Керівники ліцею
- Ян Швєжовіч (1944—1945)
- Анджей Ґрасела (1945—1947)
- Юзеф Погорскі (1947—1953)
- Юзеф Пенар (1953—1965)
- Казімєра Дрозд (1965—1966)
- Роретр Мончка (1966—1971)

Керівники початкової школи та нового ліцею
- Ядвіґа Самара (1965—1978)
- Барбара Вуйцік (1978—1981)
- Гелена Яклік (1981—1989)
- Анна Требенда (1989—2012)
- Роберт Зошак (з 2012)

## Вчителі
- Лев Ґец — вчитель малювання від 1924 року
- Францішек Попьолек (до 1899) — вчитель історії
- Роман Ветулані — вчитель латинської і грецької мов, каліграфії та гімнастики
- Віктор Арвей (1901—1902)
- Ян Авґустинські
- Аполінарій Ґарліцкі (1905—1907)
- Каспер Бжостовіч
- Адам Питель — вчитель німецької мови та граматики, директор у період ПСВ
- Міхал Урбанек (1914—1920) — вчитель польської, латинської та грецької мов
- Себастіан Фліцак — вчитель латинської і німецької мови у 1927—1933 роках
- Гелена Косина — вчитель польської мови
- Тадеуш Мєнкіш — вчитель історії
- Авґуст Мрочковскі — вчитель природознавства і польської мови
- Марія Мицька-Кріль — вчитель історії
- ксьондз Юзеф Опьола
- Казімєж Сосницькі
- Юзеф Стаховіч — вчитель польської мови, віце-директор до 1962
- Владислав Шомбара — вчитель математики
- Ян Швєржовіч — вчитель польської мови, директор у 1944—1945 роках
- Ядвіґа Залевська — учителька фізичного виховання, організаторка підпільного навчання.

## Випускники (матуристи)
- Антонич Богдан Ігор (1920—1928) — український поет, прозаїк, перекладач, літературознавець
- Антонич Василь — український греко-католицький священик, батько Богдана Ігоря Антонича
- Гануляк Григорій (1903) — український лемківський письменник
- Микола Денько (1926) — український греко-католицький священик
- Опарівський Василь — священик УГКЦ, капелан Восьмої Самбірської бригада УГА.
- Слюсарчук Адам  (1930) — український греко-католицький священик, капелан УПА

- Юзеф Сєкєжинскі (1890) — ксьондз, греко-католицький діяч
- Адам Фастнахт (1923—1931) — польський історик, доктор наук, дослідник історії Сяноччини, багаторічний куратор Оссолінеуму
- Тадеуш Адамчук (1902—1906, перерване) — вчитель у гімназіях Варшави, Ґданську і Познані
- Арнольд Андрунік (закінчив шість класів) — чиновник, солдат Армії Крайової, організатор підпільної мережі під час ДСВ
- Людвік Бар (1926) — професор права, викладач
- Катажина Бахледа-Цуруш (1995—1999) — польська ковзанярка, чотириразова олімпійська чемпіонка
- Тадеуш Баруцкі (1939) — архітектор, історик мистецтва
- Францішек Бєлак (перерване) — історик літератури
- Мєчислав Білек (1926) — лікар-епідеміолог, гігієніст, викладач
- Казімєж Бочар 1934 — економіст
- Казімєж Богач (1946) — геолог, викладач
- Станіслав Бурчик (1939) — католицький духівник, викладач
- Ян Дрозд-Ґєримскі (1909) — громадський діяч, депутат, вчитель
- Мєчислав Дукєт (1917) — лікар, акушер-гінеколог, бальнеолог у санаторії в Криниці
- Юзеф Ґаланка (1923) — викладач гірничої справи у Шльонскому політехнічному унверситеті
- Станіслав Ґерстман (1929) — філософ, дослідник польської літератури
- Лєшик Гєц (1947) — лікар-кардіолог
- Влодзімєж Ґодловскі (1918) — лікар-нейролог, психіатр
- Тадеуш Гробоні (1923) — дитячий хірург
- Збіґнєв Яра (1936) — ветеринар, іхтіопатолог, поет
- Ян Кіларскі — математик, фізик, професор Ґданського університету, історик Ґданська
- Ян Райхель (1903) — доктор права, адвокат, бургоміст Сяніка
- Норберт Рамер (1929) — професор Варшавського університету
- Кальман Сегал (перерване у 1935) — єврейський письменник
- Ян Скочинскі (1964) — професор філософії в Яґеллонського університету
- Стефанія Скварчинська (1921) — керівник кафедри історії і теорії літератури у Лодзькій філії Вільного університету
- Казімєж Сосніцькі (1902) — педагог, філософ
- Юзеф Шпілецкі (1926) — доктор фізики, викладач Шльонського політехнічного університету
- Зиґмунт Ветулані (1912) — економіст, дипломат, генеральний консул Польщі в Іраку